# Enceinte de Bapaume
L'enceinte du Bapaume est un ancien ensemble de fortifications qui protégeait la ville de Bapaume entre le Moyen Âge et le XIXe siècle.

## Moyen Âge
Cette position de seuil fit que Bapaume fut soumis à de multiples guerres. Des dispositifs défensifs y furent construits : un camp romain, puis une motte féodale, puis un château à l’emplacement de la motte féodale. Dans ce château la reine Mahaut d'Artois y avait sa chambre, il semble que Jeanne d’Arc y passa une nuit.

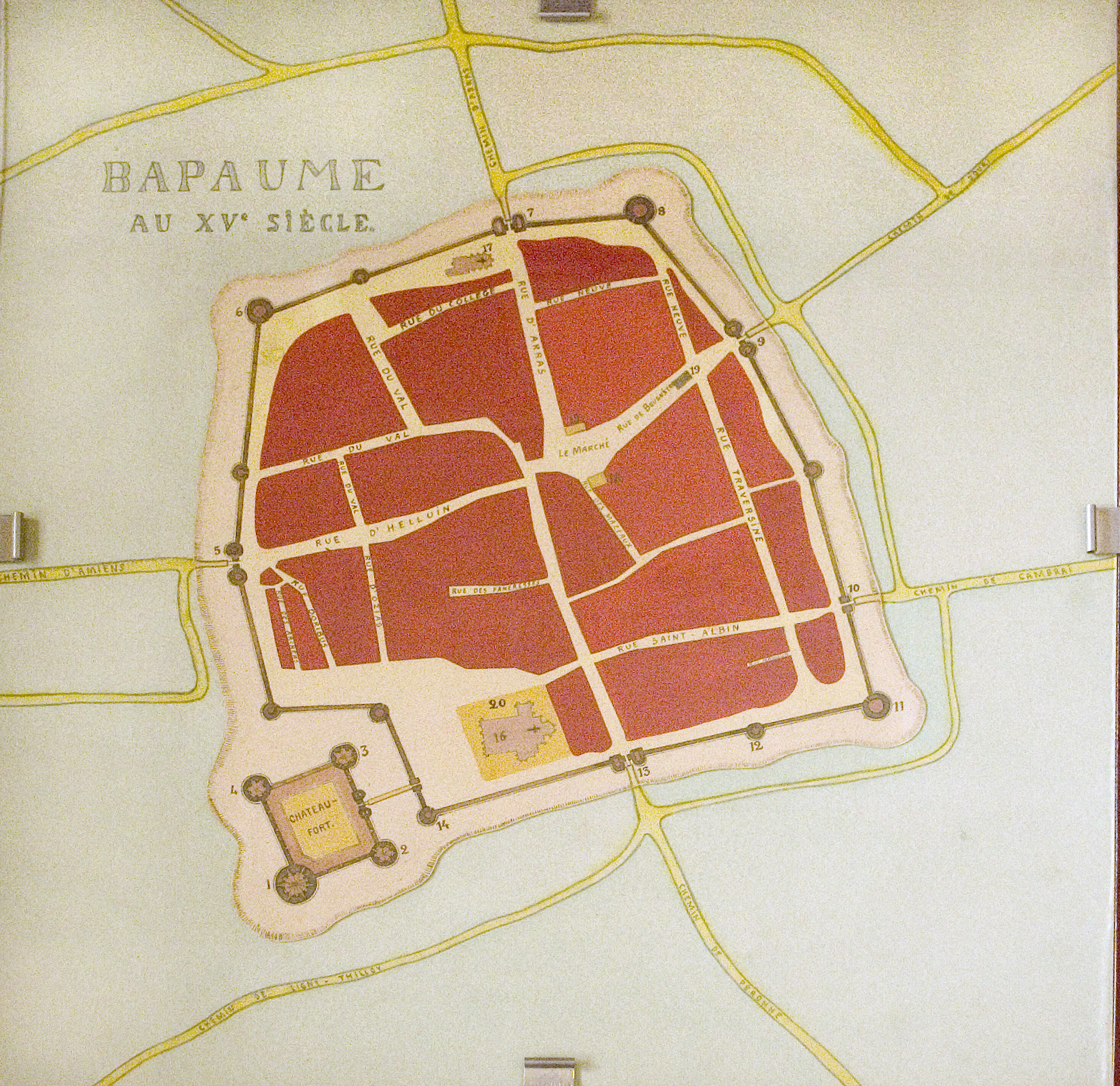
Plan de la ville au XVe siècle.

En 1335, la ville par elle-même fut fortifiée à l’écart du château. Cependant ces fortifications n'étaient pas très efficaces, la ville fut prise à maintes reprises, Charles Quint ordonna en 1540 de construire une place fortifiée. Des remparts épais avec des bastions ceinturèrent la ville et le château comprenant. En 1578 le château et la ville furent réunis en un seul ensemble.
Ces fortifications de Charles Quint furent par la suite renforcées par Vauban. Des systèmes défensifs élaborés tels que des rameaux de mines, des galeries de contremines furent aménagés.
En 1550, Wallerand de Hauteclocque, écuyer et seigneur de Wail, Havernas et Hauteclocque, est nommé par le roi lieutenant du capitaine des ville et château de Bapaume.

Plus tard, Dominique de Grossolles, chevalier et seigneur de Saint-Martin, devient « major de la ville et château de Bapaume ».

## L'enceinte espagnole (1527-1654)

### Contexte
La création de l'enceinte moderne s'inscrit au cours des XVe et XVIe siècles dans une période d'affrontement entre le royaume de France et les ducs de Bourgogne qui se prolonge lorsque les territoires bourguignons passent à la maison de Habsbourg à la fin du XVe siècle à la suite du mariage de Marie de Bourgogne, fille de Charles le Téméraire, duc de Bourgogne avec Maximilien Ier de la maison de Habsbourg. À cette même époque, la guerre de Succession de Bourgogne à la fin du XVe siècle a entrainé la perte de la Picardie pour les Pays-Bas bourguignons avec un déplacement de la frontière vers le nord à la frontière avec l'Artois resté bourguignon.
Mais c'est surtout l'invention puis la démocratisation de l'artillerie au XVe siècle ayant rendu obsolètes les fortifications médiévales qui va pousser ces deux puissances au cours du XVIe siècle à réaliser de nombreuses fortifications le long de leur frontière commune.

### Les nouveaux ouvrages
Le traité de Madrid en 1526 marque le retour de Bapaume et de l'Artois dans les Pays-Bas. La ville redevenue une ville frontière avec le Royaume de France, Charles Quint décide en 1530 de reconstruire le château et à la demande des habitants, l'enceinte va également être reconstruite.
En 1543, les travaux de remparement ne sont toujours pas terminés permettant aux troupes françaises de percer la muraille et d'incendier la ville, elles doivent cependant se replier pour aller aider le roi avant de pouvoir prendre le château où les habitants et la garnison se sont retranchés.
À la suite du siège, en 1544, les habitants dont les maisons ont été incendiées font une nouvelle demande pour relever l'enceinte de la ville et Charles Quint abonde et décide de faire relever les fortifications de la ville au plus vite. Celui-ci vient visiter la ville en 1549 et inspecter les remparts et va ordonner de renforcer les défenses.

## Démantèlement
Au XIXe siècle, Bapaume ne fut plus considérée comme une ville fortifiée. En 1847 le démantèlement des fortifications fut donc entrepris. Il fut réalisé par l’Armée dans le cadre de manœuvres et d’expérimentations d’explosifs. Les murs et les bastions furent arasés, les fossés furent comblés. Seuls le donjon et une partie du bastion du Dauphin sont encore visibles.
Des travaux ont été réalisés dernièrement pour restaurer des galeries souterraines et les rendre visitables : d’une part, au bastion de la Reyne au sud-est de la ville et, d’autre part, au bastion du Dauphin. Ces souterrains, découverts en 1840, ont servi d’abri pendant les deux guerres mondiales.